# Павловљева кућа
Павловљева кућа (рус. дом Павлова) је била изузетно добро брањена стамбена зграда током Стаљинградске битке 1942—1943. Добила је ово име по нареднику Јакову Павлову, који је командовао водом који је заузео ову зграду и бранио је током битке.
Зграда је била четвороспратница у центру Стаљинграда, изграђена паралелно уз обалу реке Волге, на великом тргу "9. јануар“. Кућу су напали немачки војници, септембра 1942. Вод 13. Гардијске армије је добио наређење да заузме зграду и да је брани. Водом је командовао млади Јаков Павлов, који је замењивао свог повређеног надређеног. Напад је био успешан, мада је само четворица војника преживело борбу. Они су сами наставили да бране зграду. После неколико дана, коначно је стигло појачање, које је донело браниоцима митраљезе, против-тенковске пушке и минобацаче. Сада је било 25 бранилаца, и они су окружили зграду бодљикавом жицом и минским пољима, и поставили против-тенковска и митраљеска гнезда на прозорима. Зарад боље интерне комуникације и дотура опреме, пробили су пролазе у зидовима у подруму и на горњим спратовима, и ископали комуникациони ров до совјетских спољних положаја. Намирнице су им дотуране кроз ров или помоћу бродова који су прелазили реку, упркос немачким ваздушним ударима и артиљерији. 
Ипак, хране, а поготово воде је недостајало. Како није било довољно кревета, војници су покушавали да спавају на изолационој вуни покиданој са цеви, али обично су Немци пуцали на зграду и дању и ноћу. Немци су нападали зграду по неколико пута на дан. Сваки пут када би немачка пешадија или тенкови покушали да пређу трг, и приближе се кући, Павловљеви људи су на њих отварали снажну ватру из подрума, са прозора и са крова. Остављајући трг прекривен спаљеним лешевима и челиком, Немци би морали да се повуку.
Браниоци, као и руски цивили који су наставили да живе у подруму све време, су издржали жестоке борбе од 23. септембра до 25. новембра 1942, када су им помогле совјетске снаге у контранападу.
Павловљева кућа је постала симбол тврдоглавог отпора Совјетског Савеза током Стаљинградске битке и Великог отаџбинског рата уопште. Овај пример је толико истакнут јер су немачке армије, које су претходно освајале градове, па и целе земље за пар недеља, биле неспособне да освоје једну полу-срушену кућу, коју је током већег дела времена бранило само нешто преко десетак војника, упркос двомесечним покушајима. Постоји податак да је зграда на „тргу 9. јануар“ била обележена као тврђава на немачким мапама.
Браниоци су се хвалили да су Немци имали више жртава испред Павловљеве куће, него што су имали током напада на Париз.
Зграда је остављена у стању у којем је затечена на крају битке, као споменик, а и данас се може посетити.